# Nina Jacobson

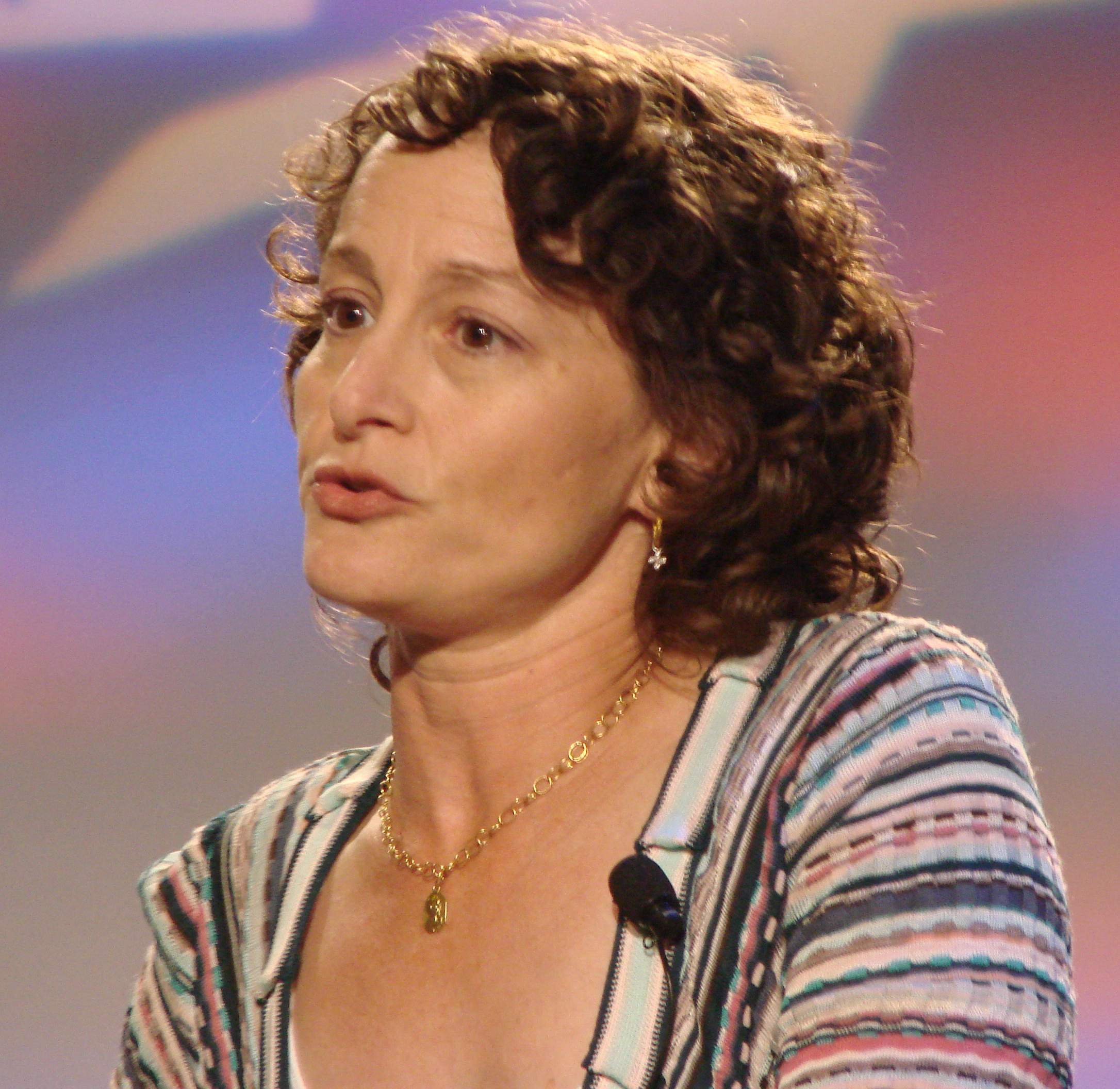
Nina Jacobson (2006)

Nina Jacobson (* 30. November 1965 in Los Angeles) ist eine US-amerikanische Filmproduzentin. Bis Juli 2006 war sie Präsidentin der Walt Disney Motion Pictures Group, einer Tochtergesellschaft der The Walt Disney Company. Sie war damit gemeinsam mit Dawn Steel, Gail Berman und Sherry Lansing eine der wenigen Frauen an der Spitze eines Hollywood-Studios seit den 1980er Jahren. 2007 gründete sie unter dem Namen Color Force ihre eigene Produktionsgesellschaft.

## Leben

### Frühe Jahre
Als Tochter jüdischer Eltern in Los Angeles geboren besuchte Nina Jacobson die Brown University in Providence, Rhode Island.
Sie begann ihre Laufbahn in der Filmbranche als Rechercheurin bei Dokumentarfilmen (documentary researcher). Im Jahr ihres Studienabschlusses 1987 ging sie zu Disney, wo zu ihren Aufgaben die Analyse von Skripten hinsichtlich ihrer Verfilmbarkeit gehörte. Doch folgte nach einem Wechsel im Management ihre Entlassung. 1988 trat sie bei Silver Pictures als Leiterin der Filmentwicklung ein. In der Folge leitete sie die Entwicklung bei MacDonald / Parkes Productions, bevor sie als Senior Vize-Präsident der Produktion zu Universal Pictures wechselte. Während dieser Zeit wurden dort unter anderem die Produktionen Twelve Monkeys und Confusion – Sommer der Ausgeflippten realisiert.
Später wurde Jacobson Senior Filmproduzentin bei DreamWorks SKG, wo sie für die Entwicklung des Films Schatten der Wahrheit verantwortlich war. Ihr Verdienst war auch die Idee hinter der ersten, computeranimierten DreamWorks-Produktion, Antz. Gefragt nach ihrer Arbeitsweise äußerte sie: „We start with the obligatory chat about the weather, traffic, sports or politics. Then somebody concludes the chitchat (usually me) and the writer does his or her schpiel. The 'dog and pony.' The desired outcome is for me to love the story and want to buy it. But a big part of my job is to pass. I leap only once every six to eight weeks.“

### Disney
1998 wechselte Nina Jacobson zu Disney, wo sie für die Entwicklung der Drehbücher und die Überwachung der Filmproduktion für Walt Disney Pictures, Touchstone Pictures und Hollywood Pictures verantwortlich war. Zu den von ihr betreuten Studioproduktionen zählen The Sixth Sense, Remember the Titans, Pearl Harbor, The Princess Diaries, The Chronicles of Narnia und Pirates of the Caribbean. Für ihr Engagement, Frauen im Film und in der Unterhaltungsindustrie zu helfen, wurde ihr im Jahr 2003 der Crystal Award verliehen. Im Jahr 2005 führte das Forbes Magazine sie in Anerkennung ihrer Erfolge unter den 100 mächtigsten Frauen der Welt.
Nachdem sie zunächst über mehrere Jahre bei Disney eng mit dem Regisseur M. Night Shyamalan zusammenarbeitete (neben dem Film The Sixth Sense insbesondere bei den Produktionen Unbreakable, Signs und The Village), kam es im Jahr 2006 zu einer Kontroverse im Rahmen der Vorproduktion für das Projekt Lady in the Water. Jacobson lehnte das Manuskript ab, und Shyamalan wechselte zu Warner Bros. die den Film schließlich produzierten.

### Entlassung von Disney
Gemeinsam mit ihrer Partnerin hat Nina Jacobson drei Kinder. Unmittelbar nach der Geburt ihres dritten Kindes (17. Juli 2006) wurde sie telefonisch von Richard Koch, dem Studio-Chef der The Walt Disney Company, entlassen, offenbar als Teil einer Studio-Umstrukturierung. Ersetzt wurde sie von dem bisherigen Marketing-Chef, Oren Aviv. Bald nach ihrer Entlassung äußerte Jacobson: „There are two kinds of people in this job: the ones who think they'll have it forever and the ones who know they won't.“ Von sich selbst sagte sie, dass sie ihren Job bei Disney als „Privileg“ und nicht als „Anrecht“ behandelt habe („as a privilege, not an entitlement“). Zu ihren letzten Projekten als ausführende Produzentin gehörte Daddy ohne Plan, eine Familienkomödie, die im September 2007 in den amerikanischen und im März 2008 in den deutschen Kinos startete.

### Color Force
Nachdem Nina Jacobson im Dezember 2006 mit dem Filmstudio DreamWorks einen auf drei Jahre abgeschlossenen Vertrag vereinbart hatte, nahm ihre neu begründete Gesellschaft Color Force zu Beginn des Jahres 2007 die Produktion von Filmen auf. Ihr erstes realisiertes Projekt war im Jahr 2010 Diary of a Wimpy Kid, 2011 folgte One Day.
Danach produzierte Jacobson die Verfilmung des Bestsellers von Suzanne Collins, Die Tribute von Panem – Tödliche Spiele, der am 16. März 2012 in Berlin unter dem Titel Die Tribute von Panem – The Hunger Games seine Deutschland-Premiere feierte. Nina Jacobson arbeitete dabei auch als Co-Autorin am Drehbuch mit. Im August 2013 wurde gemeldet, dass sie gemeinsam mit ihrem Geschäftspartner Brad Simpson das Erstlingswerk von Kevin Kwan, Crazy Rich produzieren wird.
Sie war auch an der Produktion von Die Tribute von Panem – Catching Fire (2013), Die Tribute von Panem – Mockingjay Teil 1 (2014) und Die Tribute von Panem – Mockingjay Teil 2 (2015) beteiligt.

## Persönliches
Im Jahr 1995 gründete Nina Jacobson mit dem Regisseur und Filmproduzenten Bruce Cohen eine Stiftung zu Gunsten von Schwulen und Lesben in der Unterhaltungsindustrie.

## Filmografie (Auswahl)
Als Filmproduzentin
- 2010: Gregs Tagebuch – Von Idioten umzingelt! (Diary of a Wimpy Kid)
- 2011: Zwei an einem Tag (One Day)
- 2011: Gregs Tagebuch 2 – Gibt’s Probleme? (Diary of a Wimpy Kid: Rodrick Rules)
- 2012: Die Tribute von Panem – The Hunger Games (The Hunger Games)
- 2012: Gregs Tagebuch 3 – Ich war’s nicht! (Diary of a Wimpy Kid: Dog Days)
- 2013: Die Tribute von Panem – Catching Fire (The Hunger Games: Catching Fire)
- 2014: Mein Freund, der Delfin 2 (Dolphin Tale 2)
- 2014: Die Tribute von Panem – Mockingjay Teil 1 (The Hunger Games: Mockingjay – Part 1)
- 2015: Die Tribute von Panem – Mockingjay Teil 2 (The Hunger Games: Mockingjay – Part 2)
- 2017: Gregs Tagebuch – Böse Falle! (Diary of a Wimpy Kid: The Long Haul)
- 2018: Crazy Rich (Crazy Rich Asians)
- 2018: Ben is Back
- 2019: Bernadette (Where’d You Go, Bernadette)
- 2019: Der Distelfink (The Goldfinch)
- 2020: All Day and a Night
- 2021: Gregs Tagebuch: Von Idioten umzingelt! (Diary of a Wimpy Kid)
- 2023: Die Tribute von Panem – The Ballad of Songbirds and Snakes (The Hunger Games: The Ballad of Songbirds and Snakes)